# Złoża skarnowe
Złoża skarnowe – złoża powstające pod wpływem połączonego działania ciepła intruzji i gorących zmineralizowanych roztworów wodno-gazowych. Tworzą się w skałach przylegających do intruzji, jak również wewnątrz intruzji, zastępując peryferyczne strefy skał magmowych.
Złoża tworzą skarny związane najczęściej z intruzjami hipabysalnymi, brak ich natomiast w pobliżu abysalnych skał magmowych. Skarny mogą się tworzyć w szerokim zakresie temperatur, gdzie za górną granicę przyjmuje się 1200-900 °C, a dolną 250-50 °C.
Złoża skarnowe nazywane są: 
- kontaktowymi,
- kontaktowo-metasomatycznymi,
- kontaktowo-pneumatolitycznymi,
- pirometasomatycznymi.